# Східно-Харківцівське газоконденсатне родовище
Східно-Харківцівське газоконденсатне родовище — газоконденсатне родовище, що належить до Глинсько-Солохівського газонафтоносного району Східного нафтогазоносного регіону України.

## Опис
Розташоване в Полтавській області на відстані 23 км від м. Гадяч.
Знаходиться в центральній частині приосьової зони Дніпровсько-Донецької западини в межах Глинсько-Розбишівського валу.
Структура виявлена в 1972 р. і являє собою у нижньокам'яновугільних відкладах брахіантикліналь півд.-сх. простягання; розміри складки в межах ізогіпси — 4700 м 4,5х2,8 м, амплітуда 90 м. У 1973 р. з відкладів верхнього візе з інт. 4786-4815 м отримано фонтан газу дебітом 44,1 тис. м³ і конденсату 60 т на добу.
Поклади пов'язані з пластовими, склепінчастими пастками. Колектори — пісковики.
Експлуатується з 1980 р. Режим покладів газовий. Запаси початкові видобувні категорій А+В+С1: газу — 6304 млн. м³; конденсату — 2443 тис. т.